# Museo etnografico Ossimo Ieri
Il Museo etnografico Ossimo Ieri è stato aperto nell'agosto 1995 e conserva testimonianze, usi e tradizioni della civiltà rurale in ambiente montano, in particolare in Valcamonica, ad Ossimo, Borno e Lozio. La cultura materiale al centro della collezione è rappresentata dagli oggetti della vita quotidiana, ma sono presenti anche foto di inizio Novecento. Tra gli oggetti esposti si annoverano anche i rilievi delle statue-stele dell'Età del rame.